# Ніна Перссон
Ні́на Пе́рссон (швед. Nina Persson; нар. 6 вересня 1974, Єнчепінг, Швеція) — вокалістка шведського гурту The Cardigans. Також займалася сольним проєктом A Camp у 2001 році.

## Кар'єра
Ніні Перссон дебютувала як акторка у фільмі «З Божою поміччю», що вийшов на екрани у 2006 році.
Вона з'являється в пісні гурту Manic Street Preachers «Your Love Alone Is Not Enough», яка досягла 2 місця в британському чарті, на альбомі Send Away the Tigers. Вона також з'явилася на спільному альбомі Sparklehorse/Danger Mouse «Dark Night of the Soul» 2009 року, виконавши пісню «Daddy's Gone».
Перший сольний альбом Перссон, що вийшов під її власним ім'ям, Animal Heart, вийшов 10 лютого 2014 року на незалежному британському лейблі Lojinx Records.
У жовтні 2022 року лейбл Domino Recording Company випустив сингл Джеймса Йоркстона, Перссон і The Secondhand Orchestra під назвою «Hold Out For Love.» Трек був «з майбутнього альбому The Great White Sea Eagle.» Вона працювала з Джеймсом Йоркстоном і Карлом-Йонасом Вінквістом з The Second Hand Orchestra над цим альбомом в Мальмо. Вона гастролювала з ними у Великій Британії у 2022 та 2023 роках.

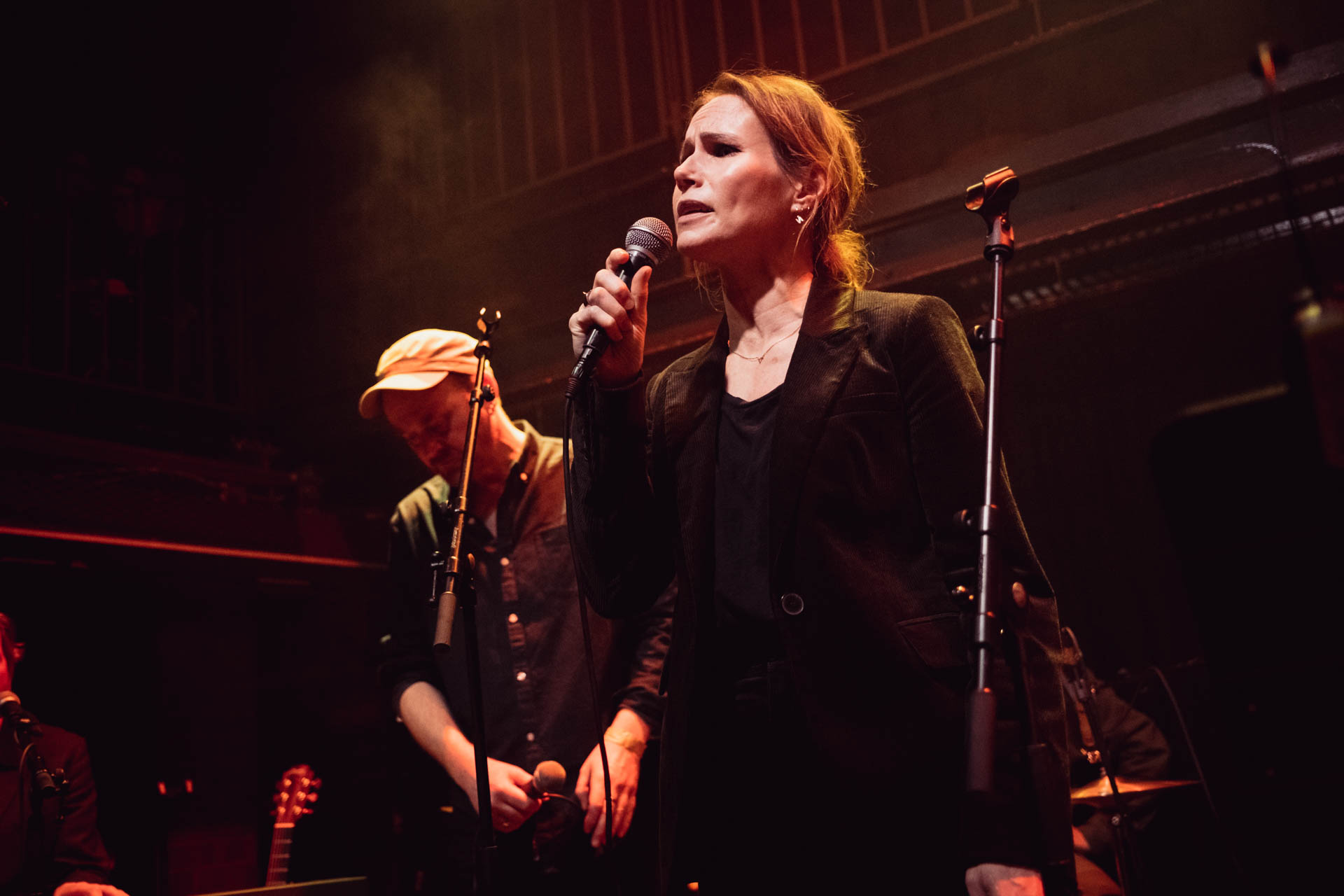
Джеймс Йоркстон, Ніна Перссон та The Second Hand Orchestra у 2023 році

Вона сказала, що The Cardigans можуть час від часу реформуватися, щоб грати разом, але не планують працювати в студії, щоб створювати нову музику разом.

## Особисте життя
Чоловік — американський композитор та музикант Натан Ларсон.
У 2009 році у Перссон діагностували рак шийки матки, і вона пройшла хірургічне лікування.
30 вересня 2010 року Ніна народила свою першу дитину — сина Нільса. Кілька років сім'я проживала в Гарлемі, Нью-Йорк, але в 2015 році вирішила переїхати до Мальме, колишньої бази "Кардиганів". В інтерв'ю шведській щоденній газеті Dagens Nyheter у березні 2018 року Перссон розповіла про роки еміграції, повернення до Швеції та зазначила, що повернення до рідної країни було сімейною справою і не відображало жодного бажання перезавантажити її старий гурт.